# Ноайак (Аверон)
Ноайа́к (фр. Noailhac, окс. Noalhac) — коммуна во Франции, находится в регионе Окситания. Департамент — Аверон. Входит в состав кантона Конк. Округ коммуны — Родез.
Код INSEE коммуны — 12173.
Коммуна расположена приблизительно в 480 км к югу от Парижа, в 135 км северо-восточнее Тулузы, в 29 км к северо-западу от Родеза. Через Ноайак проходит паломническая дорога «Путь Святого Иакова».

## Население
Население коммуны на 2008 год составляло 177 человек.
| 1962 | 1968 | 1975 | 1982 | 1990 | 1999 | 2008 |
| ---- | ---- | ---- | ---- | ---- | ---- | ---- |
| 255  | 286  | 234  | 231  | 195  | 193  | 177  |

## Экономика
В 2007 году среди 104 человек в трудоспособном возрасте (15—64 лет) 85 были экономически активными, 19 — неактивными (показатель активности — 81,7 %, в 1999 году было 68,6 %). Из 85 активных работали 80 человек (48 мужчин и 32 женщины), безработных было 5 (3 мужчин и 2 женщины). Среди 19 неактивных 5 человек были учениками или студентами, 9 — пенсионерами, 5 были неактивными по другим причинам.

## Фотогалерея
- Часовня Сен-Рош
- Карта коммуны